# Smaterskapelleke

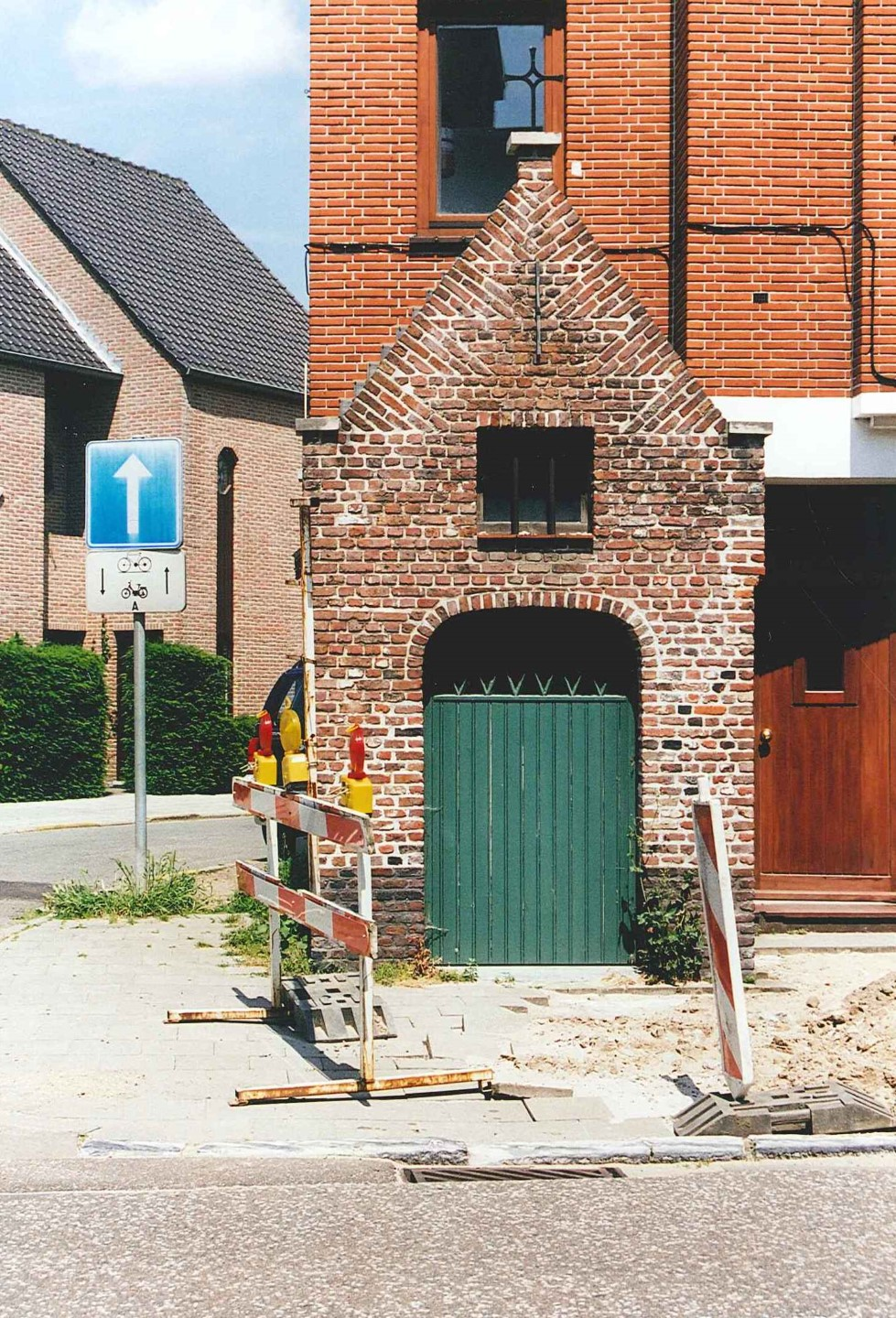
Smaterskapelleke

Het Smaterskapelleke is een kapel in de Antwerpse stad Geel, gelegen aan de De-Billemontstraat op de hoek van de Molenstraat.
In 1588 werd het reeds vermeld als Smaertens kapelleke (Sint-Maarten?). Het werd in 1974 vernield bij een aanrijding en in 1980 in oorspronkelijke stijl heropgebouwd. In 1993 werd het opnieuw beschadigd bij een aanrijding en hersteld.
Het is een rechthoekig bakstenen kapelletje met tuitgevel en vlechting. Het zadeldak is met leien gedekt. De ingang is voorzien van een korfboog.
Het kapelletje springt uit de rooilijn.